# Leppänen (sjö)
Leppänen är en sjö i Finland. Den ligger i kommunen Toivakka i landskapet Mellersta Finland, i den södra delen av landet, 230 km norr om huvudstaden Helsingfors. Leppänen ligger 121,3 meter över havet. I omgivningarna runt Leppänen växer i huvudsak barrskog. Den är 9 meter djup. Arean är 1,43 kvadratkilometer och strandlinjen är 13,96 kilometer lång. Sjön  ingår i Kymmene älvs huvudavrinningsområde. 
I övrigt finns följande i Leppänen:
- Leppäsensaari (en ö)

I övrigt finns följande vid Leppänen:
- Hautajärvi (en sjö)